# Делвино (област Кърджали)
 За другото българско село вижте Делвино (област Благоевград).  
Делвино е село в Южна България. То се намира в община Кирково, област Кърджали.

## География
Село Делвино се намира в планински район.